# Colobostruma elliotti
Colobostruma elliotti är en myrart som först beskrevs av Clark 1928.  Colobostruma elliotti ingår i släktet Colobostruma och familjen myror. Inga underarter finns listade i Catalogue of Life.